# Nashville 500 1961
Nashville 500 1961 var ett stockcarlopp ingående i Nascar Grand National Series (nuvarande Nascar Cup Series) som kördes 6 augusti 1961 på den 0,5 mile (804,672 meter) långa ovalbanan Nashville Speedway i Nashville i Tennessee. Totalt avverkades 201,5 miles (324,283 km) fördelat på 403 varv. Ursprungligen skulle sträcken 250 miles (402,336 km) fördelat på 500 varv körts men loppet kortades på grund av regn. Banunderlaget var asfalt. Loppet vanns av Jim Paschal i en Pontiac på tiden 3:34.09 körande för Julian Petty. Paschals snitthastighet var 56.455 mph. Prispotten uppgick till 10 534 dollar, varav 2 523 dollar gick till segraren. Publikantalet uppgick till 12 081 personer.

## Resultat
| Plc     | Nr | Förare           | Team/ bilägare    | Konstruktör | Start | Varv | Ledda varv |
| ------- | -- | ---------------- | ----------------- | ----------- | ----- | ---- | ---------- |
| 1       | 44 | Jim Paschal      | Julian Petty      | Pontiac     | 10    | 403  | 41         |
| 2       | 11 | Ned Jarrett      | B.G. Holloway     | Chevrolet   | 4     | 403  | 0          |
| 3       | 14 | Johnny Allen     | Joe Lee Johnson   | Chevrolet   | 3     | 401  | 0          |
| 4       | 86 | Buck Baker       | Buck Baker Racing | Chrysler    | 5     | 401  | 0          |
| 5       | 85 | Emanuel Zervakis | Monroe Shook      | Chevrolet   | 8     | 397  | 0          |
| 6       | 99 | George Alsobrook | Joe Jones         | Ford        | 12    | 397  | 0          |
| 7       | 54 | Jimmy Pardue     | Jimmy Pardue      | Chevrolet   | 9     | 397  | 0          |
| 8       | 48 | G.C. Spencer     | GC Spencer Racing | Chevrolet   | 14    | 386  | 0          |
| 9       | 1  | Paul Lewis       | Jess Potter       | Chevrolet   | 15    | 383  | 0          |
| 10      | 74 | L.D. Austin      | L.D. Austin       | Chevrolet   | 18    | 381  | 0          |
| 11      | 19 | Herman Beam      | Herman Beam       | Ford        | 17    | 374  | 0          |
| 12      | 71 | Bob Barron       | Bob Barron        | Dodge       | 22    | 367  | 0          |
| 13      | 61 | Crash Bond       | i.u.              | Ford        | 20    | 367  | 0          |
| 14      | 43 | Richard Petty    | Petty Enterprises | Plymouth    | 2     | 366  | 362        |
| 15      | 46 | Jack Smith       | Jack Smith        | Pontiac     | 6     | 363  | 0          |
| 16      | 61 | Curtis Crider    | Curtis Crider     | Mercury     | 21    | 356  | 0          |
| 17      | 42 | Charlie Chapman  | Charlie Chapman   | Ford        | 24    | 344  | 0          |
| 18      | 39 | Tommy Wells      | i.u.              | Chevrolet   | 16    | 199  | 0          |
| 19      | 27 | Junior Johnson   | Rex Lovette       | Pontiac     | 7     | 134  | 0          |
| 20      | 5  | Bob Presnell     | i.u.              | Chevrolet   | 23    | 104  | 0          |
| 21      | 96 | Dave Mader       | J.L. Cheatham     | Chevrolet   | 19    | 50   | 0          |
| 22      | 87 | Buddy Baker      | Buck Baker Racing | Chrysler    | 11    | 34   | 0          |
| 23      | 4  | Rex White        | Rex White         | Chevrolet   | 1     | 15   | 0          |
| 24      | 23 | Doug Yates       | Raeford Johnson   | Plymouth    | 13    | 1    | 0          |
| Källor: |    |                  |                   |             |       |      |            |